# Železniška proga Varšava–Katovice
Železniška proga Varšava–Katovice je ena izmed železniških prog, ki sestavljajo železniško omrežje na Poljskem, dolga 316 km. V seznamu poljskih železnic označena s številko 1.

## Trasa
Železnica poteka čez mesta: Varšava, Grodzisk Mazowiecki, Żyrardów, Skierniewice, Koluszki, Piotrków Trybunalski, Kamieńsk, Radomsko, Čenstohova, Myszków, Zawiercie, Łazy, Dąbrowa Górnicza, Będzin, Sosnowiec in Katovice.

## Zgodovina
Zgrajena v letih 1845–1847 kot Železnica Varšavsko–Dunajska (poljsko Kolej Warszawsko-Wiedeńska). Prvi odsek (Varšava–Grodzisk Mazowiecki) je bil odprt 14. junija 1845. Bila je prva železniška proga v Kongresni Poljski in druga v Ruskem imperiju (prva je bila Železnica Carsko selo).